# 艾肯 (南卡罗来纳州)
艾肯（英文：Aiken），是美国南卡罗来纳州下属的一座城市。城市类型是“City”。其面积大约为20.84平方英里（53.97平方公里）。根据2010年美国人口普查，该市有人口29,524人，人口密度约为每平方 英里1,416.77人（约合每平方公里547.04人）。